# Lutjanus dentatus
Vivaneau Brun d'Afrique
Espèce
Statut de conservation UICN

 DD  : Données insuffisantes
Lutjanus dentatus, le Vivaneau Brun d'Afrique, est une espèce de poissons marins et d'eau saumâtre de la famille des Lutjanidae.

## Description
Lutjanus dentatus peut mesurer jusqu'à 150 cm de longueur totale mais sa taille habituelle est d'environ 50 cm. Son poids maximal enregistré est de 50 kg. Ce poisson de nourrit de poissons et de crustacés.

## Répartition
Ce poisson se rencontre dans l'Atlantique est, depuis les côtes du Sénégal jusqu'à celles de l'Angola. Il est présent entre 2 m et 50 m de profondeur.

## Systématique
Le nom valide complet (avec auteur) de ce taxon est Lutjanus dentatus (Duméril, 1861).
L'espèce a été initialement classée dans le genre Mesoprion sous le protonyme Mesoprion dentatus Duméril, 1861. Dans la publication originale, Duméril lui donne comme nom vernaculaire « Mésoprion à longues dents »
Ce taxon porte en français le nom vernaculaire ou normalisé suivant : Vivaneau Brun d'Afrique.
Lutjanus dentatus a pour synonymes :
- Lutjanus eutactus Bleeker, 1863
- Mesoprion dentatus Duméril, 1861

### Étymologie
Son épithète spécifique, du latin dentatus, « denté », fait référence à ses dents plus longues et plus fortes que celles de l'espèce sœur Lutjanus goreensis. D'ailleurs, dans sa publication originale, Duméril lui donne comme nom vernaculaire « Mésoprion à longues dents », nom désormais obsolète.

### Publication originale
- Auguste Duméril, « Poissons de la côte occidentale d'Afrique », Archives du Muséum d'histoire naturelle, Paris, Gide, libraire-éditeur, vol. 10,‎ 1861, p. 241-268 (ISSN 1256-2629, OCLC 436735177, BNF 32701394, lire en ligne).